# Mistrovství světa v atletice 2009
12. mistrovství světa v atletice (oficiálním anglickým názvem: 12th IAAF World Championships in Athletics berlin 2009™) se konalo mezi 15. srpnem a 23. srpnem 2009 v hlavním městě Německa, v Berlíně.
Většina soutěží probíhala na Berlínském olympijském stadiónu; výjimkami byly maratónské běhy a 20 i 50 km chůze, které se celé odbývaly v ulicích města, se startem i cílem u Braniborské brány. Mistrovství se zúčastnilo 2101 sportovců (1154 mužů a 947 žen), reprezentujících 202 z 213 členských zemí IAAF.

## Pořadatelství

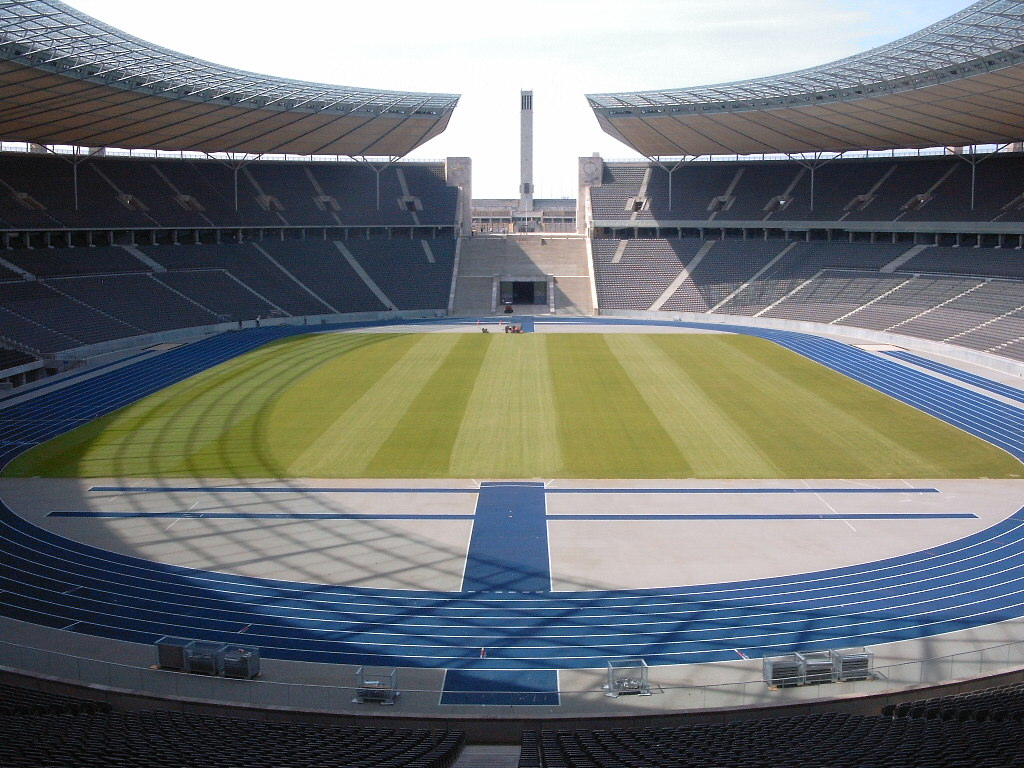
Olympijský stadion s netradičně modrou atletickou drahou

Poté, co se roku 2001 britský Londýn z finančních důvodů odřekl pořadatelství MS pro rok 2005, rozhodl se berlínský senát žádat o přidělení této akce. Mezi dalšími možnými německými městy, které tehdy Německý atletický svaz (DLV) zvažoval, dostal Berlín přednost před Mnichovem a Stuttgartem, ale přihláška Berlína v roce 2002 neuspěla; při konečném výběru uchazečů dostaly přednost finské Helsinky.
Berlíňané se nicméně rozhodli žádost opakovat pro termín 2009. O uspořádání tohoto MS se dále ucházela města: australský Brisbane, belgický Brusel, marocká Casablanca, indické Nové Dillí, chorvatský Split, jihokorejské Tegu a španělská Valencia. Na zasedání IAAF, konané v prosinci 2004 v Helsinkách, bylo MS 2009 poměrem hlasů 24:2 přiřčeno Berlínu, který se tak po Stuttgartu 1993 stal druhým německým městem, hostícím atletické mistrovství světa pod otevřeným nebem.
Rozpočet organizačního výboru se odhaduje na 45 milionů eur (předpokládaný příjem z prodej vstupenek 17 milionů €). Televizní přenosy zajišťovaly ARD a ZDF prostřednictvím zhruba 90 kamer.
Maskotem mistrovství byl vybrán hnědý medvídek Berlino v zelenomodrém atletickém oblečení (barvy modrá a zelená dominují grafickému ztvárnění celého šampionátu). Ku příležitosti konání světového šampionátu byla vydána série pamětních známek a mince.

## Památné výkony
MS v Berlíně se zapsalo do historie zejména famózními světovými rekordy jamajského sprintera Usaina Bolta. Na stometrové trati zaběhl čas 9,58 s. (první v historii pod 9,60 s.) a na dvojnásobné trati 19,19 s. (první pod 19,30 i 19,20 s.). K dubnu roku 2016 jsou tyto světové rekordy stále v platnosti.

## Česká účast
V nominaci Českého atletického svazu na mistrovství světa v Berlíně bylo 22 českých atletů a atletek.

## Medailisté

### Muži
| Soutěž            | Zlato                                                                                               | Stříbro                                                                           | Bronz                                                                        |
| ----------------- | --------------------------------------------------------------------------------------------------- | --------------------------------------------------------------------------------- | ---------------------------------------------------------------------------- |
| 100 m             | Usain Bolt 9,58 SR                                                                                  | Tyson Gay 9,71                                                                    | Asafa Powell 9,84                                                            |
| 200 m             | Usain Bolt 19,19 SR                                                                                 | Alonso Edward 19,81                                                               | Wallace Spearmon 19,85                                                       |
| 400 m             | LaShawn Merritt 44,06                                                                               | Jeremy Wariner 44,60                                                              | Renny Quow 45,02                                                             |
| 800 m             | Mbulaeni Mulaudzi 1:45,29                                                                           | Alfred Kirwa Yego 1:45,35                                                         | Yusuf Saad Kamel 1:45,35                                                     |
| 1500 m            | Yusuf Saad Kamel 3:35,93                                                                            | Deresse Mekonnen 3:36,01                                                          | Bernard Lagat 3:36,20                                                        |
| 5000 m            | Kenenisa Bekele 13:17,09                                                                            | Bernard Lagat 13:17,33                                                            | James Kwalia 13:17,78                                                        |
| 10 000 m          | Kenenisa Bekele 26:46,31                                                                            | Zersenay Tadese 26:50,12                                                          | Moses Ndiema Masai 26:57,39                                                  |
| Maraton           | Abel Kirui 2:06:54                                                                                  | Emmanuel Mutai 2:07:48                                                            | Tsegay Kebede 2:08:35                                                        |
| 110 m př.         | Ryan Brathwaite 13,14                                                                               | Terrence Trammell 13,15                                                           | David Payne 13,15                                                            |
| 400 m př.         | Kerron Clement 47,91                                                                                | Javier Culson 48,09                                                               | Bershawn Jackson 48,23                                                       |
| 3000 m př.        | Ezekiel Kemboi 8:00,43                                                                              | Richard Mateelong 8:00,89                                                         | Bouabdellah Tahri 8:01,18                                                    |
| Štafeta 4 × 100 m | 37,31 Steve Mullings Michael Frater Usain Bolt Asafa Powell Dwight Thomas* Lerone Clarke*           | 37,62 Darrel Brown Marc Burns Emmanuel Callander Richard Thompson Keston Bledman* | 38,02 Simeon Williamson Tyrone Edgar Marlon Devonish Harry Aikines-Aryeete   |
| Štafeta 4 × 400 m | 2:57,86 Angelo Taylor Jeremy Wariner Kerron Clement LaShawn Merritt Lionel Larry* Bershawn Jackson* | 3:00,53 Conrad Williams Michael Bingham Robert Tobin Martyn Rooney David Greene*  | 3:00,90 John Steffensen Ben Offereins Tristan Thomas Sean Wroe Joel Milburn* |
| Chůze na 20 km    | Wang Chao 1:19:06 h                                                                                 | Eder Sánchez 1:19:22 h                                                            | Giorgio Rubino 1:19:50 h                                                     |
| Chůze na 50 km    | Trond Nymark 3:41:16                                                                                | Jesus Angel Garcia 3:41:37                                                        | Grzegorz Sudoł 3:42:34                                                       |
| Skok do výšky     | Jaroslav Rybakov 2,32 m                                                                             | Kyriakos Ioannou 2,32 m                                                           | Sylwester Bednarek 2,32 m Raúl Spank 2,32 m                                  |
| Skok o tyči       | Steven Hooker 5,90 m                                                                                | Romain Mesnil 5,85 m                                                              | Renaud Lavillenie 5,80 m                                                     |
| Skok daleký       | Dwight Phillips 8,54 m                                                                              | Godfrey Khotso Mokoena 8,47 m                                                     | Mitchell Watt 8,37 m                                                         |
| Trojskok          | Phillips Idowu 17,73 m                                                                              | Nelson Évora 17,55 m                                                              | Alexis Copello 17,36 m                                                       |
| Vrh koulí         | Christian Cantwell 22,03 m                                                                          | Tomasz Majewski 21,91 m                                                           | Ralf Bartels 21,37 m                                                         |
| Hod diskem        | Robert Harting 69,43 m                                                                              | Piotr Małachowski 69,15 m                                                         | Gerd Kanter 66,88 m                                                          |
| Hod kladivem      | Primož Kozmus 80,84 m                                                                               | Szymon Ziółkowski 79,30 m                                                         | Alexej Zagornyj 78,09 m                                                      |
| Hod oštěpem       | Andreas Thorkildsen 89,59 m                                                                         | Guillermo Martínez 86,41 m                                                        | Yukifumi Murakami 82,97 m                                                    |
| Desetiboj         | Trey Hardee 8 790 bodů                                                                              | Leonel Suárez 8 640 bodů                                                          | Oleksij Kasjanov 8 479 bodů                                                  |

### Ženy
| Soutěž            | Zlato                                                                        | Stříbro                                                                                     | Bronz                                                                                               |
| ----------------- | ---------------------------------------------------------------------------- | ------------------------------------------------------------------------------------------- | --------------------------------------------------------------------------------------------------- |
| 100 m             | Shelly-Ann Fraserová 10,73                                                   | Kerron Stewartová 10,75                                                                     | Carmelita Jeterová 10,90                                                                            |
| 200 m             | Allyson Felixová 22,02                                                       | Veronica Brownová 22,35                                                                     | Debbie McKenzieová 22,41                                                                            |
| 400 m             | Sanya Richardsová 49,00                                                      | Shericka Williamsová 49,32                                                                  | Antonina Krivošapková 49,71                                                                         |
| 800 m             | Caster Semenyaová 1:55,45                                                    | Janeth Jepkosgei 1:57,90                                                                    | Jennifer Meadowsová 1:57,93                                                                         |
| 1500 m            | Meriem Jusuf Džamalová 4:03,74                                               | Lisa Dobriskeyová 4:03,75                                                                   | Shannon Rowburyová 4:04,18                                                                          |
| 5000 m            | Vivian Cheruiyotová 14:57,97                                                 | Sylvia Jebiwott Kibetová 14:58,33                                                           | Meseret Defarová 14:58,41                                                                           |
| 10 000 m          | Linet Masaiová 30:51,24                                                      | Meselech Melkamuová 30:51,34                                                                | Wude Ayalewová 30:51,95                                                                             |
| Maraton           | Paj Süe 2:25:15                                                              | Yoshimi Ozakiová 2:25:25                                                                    | Aselefech Mergiaová 2:25:32                                                                         |
| 100 m př.         | Brigitte Fosterová-Hyltonová 12,51                                           | Priscilla Schliepová 12,54                                                                  | Delloreen Ennisová-Londonová 12,55                                                                  |
| 400 m př.         | Melaine Walkerová 52,42                                                      | Lashinda Demusová 52,96                                                                     | Josanne Lucasová 53,20                                                                              |
| 3000 m př.        | Julija Zarudněvová 9:08,39                                                   | Milcah Chemos Cheywaová 9:08,57                                                             | Gulnara Samitovová-Galkinová 9:11,09                                                                |
| Štafeta 4 × 100 m | 42,06 Simone Faceyová Shelly-Ann Fraserová Aleen Baileyová Kerron Stewartová | 42,29 Sheniqua Fergusonová Chandra Sturrupová Christine Amertilová Debbie McKenzieová       | 42,87 Marion Wagnerová Anne Möllingerová Cathleen Tschirchová Verena Sailerová                      |
| Štafeta 4 × 400 m | 3:18,73 Debbie Dunnová Allyson Felixová Lashinda Demusová Sanya Richardsová  | 3:21,15 Rosemarie Whyteová Novlene Williamsová-Millsová Shereefa Lloyd Shericka Williamsová | 3:25,16 Lee McConnellová Christine Ohuruoguová Vicki Barrová Nicola Sandersová Jennifer Meadowsová* |
| Chůze na 20 km    | Olive Loughnane 1:28:58 h                                                    | Liou Chung 1:29:10 h                                                                        | Anisja Kirďapkinová 1:30:09 h                                                                       |
| Skok do výšky     | Blanka Vlašičová 2,04 m                                                      | Ariane Friedrichová 2,02 m                                                                  | Antonietta Di Martinová 1,99 m                                                                      |
| Skok o tyči       | Anna Rogowská 4,75 m                                                         | Monika Pyreková 4,65 m Chelsea Johnsonová 4,65 m                                            | neudělena                                                                                           |
| Skok daleký       | Brittney Reeseová 7,10 m                                                     | Karin Mey Melisová 6,80 m                                                                   | Naide Gomesová 6,77 m                                                                               |
| Trojskok          | Yargelis Savigneová 14,95 m                                                  | Mabel Gayová 14,61 m                                                                        | Anna Pjatychová 14,58 m                                                                             |
| Vrh koulí         | Valerie Viliová 20,44 m                                                      | Nadine Kleinertová 20,20 m                                                                  | Kung Li-ťiao 19,89 m                                                                                |
| Hod diskem        | Dani Samuelsová 65,44 m                                                      | Yarelis Barriosová 65,31 m                                                                  | Nicoleta Grasuová 62,20 m                                                                           |
| Hod kladivem      | Anita Włodarczyková 77,96 m                                                  | Betty Heidlerová 77,12 m                                                                    | Martina Hrašnová 74,79 m                                                                            |
| Hod oštěpem       | Steffi Neriusová 67,30 m                                                     | Barbora Špotáková 66,42 m                                                                   | Monica Stoianová 64,51 m                                                                            |
| Sedmiboj          | Jessica Ennisová 6 731 bodů                                                  | Jennifer Oeserová 6 493 bodů                                                                | Kamila Chudziková 6 471 bodů                                                                        |

## Medailové pořadí

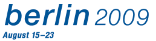

| Umístění | Stát                  | Zlato | Stříbro | Bronz | Celkem |
| -------- | --------------------- | ----- | ------- | ----- | ------ |
| 1.       | USA                   | 10    | 6       | 6     | 22     |
| 2.       | Jamajka               | 7     | 4       | 2     | 13     |
| 3.       | Keňa                  | 4     | 5       | 2     | 11     |
| 4.       | Rusko                 | 5     | 2       | 7     | 14     |
| 5.       | Polsko                | 2     | 4       | 2     | 8      |
| 6.       | Německo               | 2     | 3       | 4     | 9      |
| 7.       | Etiopie               | 2     | 2       | 4     | 8      |
| 8.       | Velká Británie        | 2     | 2       | 2     | 6      |
| 9.       | Jihoafrická republika | 2     | 1       | 0     | 3      |
| 10.      | Austrálie             | 2     | 0       | 2     | 4      |
| 11.      | Bahrajn               | 2     | 0       | 1     | 3      |
| 12.      | Kuba                  | 1     | 4       | 1     | 6      |
| 13.      | Čína                  | 1     | 1       | 2     | 4      |
| 14.      | Norsko                | 1     | 1       | 0     | 2      |
| 15.      | Španělsko             | 0     | 0       | 1     | 1      |
| 16.      | Barbados              | 1     | 0       | 0     | 1      |
| 16.      | Chorvatsko            | 1     | 0       | 0     | 1      |
| 16.      | Nový Zéland           | 1     | 0       | 0     | 1      |
| 16.      | Slovinsko             | 1     | 0       | 0     | 1      |
| 20.      | Francie               | 0     | 1       | 2     | 3      |
| 20.      | Trinidad a Tobago     | 0     | 1       | 2     | 3      |
| 22.      | Bahamy                | 0     | 1       | 1     | 2      |
| 22.      | Japonsko              | 0     | 1       | 1     | 2      |
| 24.      | Česko                 | 0     | 1       | 0     | 1      |
| 24.      | Eritrea               | 0     | 1       | 0     | 1      |
| 24.      | Irsko                 | 0     | 1       | 0     | 1      |
| 24.      | Kanada                | 0     | 1       | 0     | 1      |
| 24.      | Kypr                  | 0     | 1       | 0     | 1      |
| 24.      | Panama                | 0     | 1       | 0     | 1      |
| 24.      | Portoriko             | 0     | 1       | 0     | 1      |
| 24.      | Portugalsko           | 0     | 1       | 0     | 1      |
| 32.      | Estonsko              | 0     | 0       | 1     | 1      |
| 32.      | Katar                 | 0     | 0       | 1     | 1      |
| 32.      | Mexiko                | 0     | 0       | 1     | 1      |
| 32.      | Rumunsko              | 0     | 0       | 1     | 1      |
| 32.      | Slovensko             | 0     | 0       | 1     | 1      |
| 32.      | Turecko               | 0     | 0       | 1     | 1      |

## Zúčastněné země
(v závorkách uvedeny počty vyslaných sportovců)
- Afghánistán (2)
- Albánie (1)
- Alžírsko (6)
- Americká Samoa (2)
- Americké Panenské ostrovy (2)
- Andorra (2)
- Anguilla (2)
- Antigua a Barbuda (2)
- Argentina (6)
- Arménie (2)
- Austrálie (38)
- Ázerbájdžán (1)
- Bahamy (15)
- Bahrajn (10)
- Bangladéš (1)
- Barbados (4)
- Belgie (23)
- Belize (1)
- Bělorusko (26)
- Benin (2)
- Bermudy (1)
- Bhútán (1)
- Bolívie (2)
- Bosna a Hercegovina (1)
- Botswana (5)
- Brazílie (30)
- Britské Panenské ostrovy (1)
- Brunej (1)
- Bulharsko (11)
- Burkina Faso (2)
- Burundi (2)
- Cookovy ostrovy (2)
- Černá Hora (2)
- Česko (22)
- Čína (32)
- Dánsko (3)
- Dominika (1)
- Dominikánská republika (6)
- Džibutsko (1)
- Egypt (4)
- Ekvádor (10)
- Eritrea (8)
- Estonsko (18)
- Etiopie (38)
- Fidži (2)
- Filipíny (2)
- Finsko (20)
- Francie (78)
- Francouzská Polynésie (2)
- Gabon (2)
- Gambie (2)
- Ghana (3)
- Gibraltar (1)
- Grenada (6)
- Gruzie (2)
- Guatemala (2)
- Guinea (2)
- Guyana (3)
- Haiti (2)
- Honduras (2)
- Hongkong (1)
- Chile (4)
- Chorvatsko (5)
- Indie (6)
- Indonésie (2)
- Irák (2)
- Írán (2)
- Irsko (17)
- Island (2)
- Itálie (37)
- Izrael (4)
- Jamajka (46)
- Japonsko (57)
- Jižní Afrika (24)
- Jižní Korea (19)
- Jordánsko (2)
- Kajmanské ostrovy (2)
- Kambodža (1)
- Kamerun (3)
- Kanada (31)
- Kapverdy (2)
- Katar (9)
- Kazachstán (14)
- Keňa (43)
- Kiribati (2)
- Kolumbie (11)
- Komory (2)
- Republika Kongo (2)
- Demokratická rep. Kongo (2)
- Kostarika (3)
- Kuba (34)
- Kuvajt (2)
- Kypr (4)
- Kyrgyzstán (2)
- Laos (2)
- Lesotho (2)
- Libanon (2)
- Libérie (3)
- Libye (2)
- Litva (15)
- Lotyšsko (15)
- Lucembursko (1)
- Macao (1)
- Madagaskar (1)
- Maďarsko (12)
- Makedonie (1)
- Malawi (2)
- Malajsie (2)
- Maledivy (2)
- Mali (2)
- Malta (1)
- Maroko (22)
- Marshallovy ostrovy (1)
- Mauritánie (2)
- Mauricius (4)
- Mexiko (18)
- Mikronésie (1)
- Moldavsko (6)
- Monako (1)
- Mongolsko (2)
- Mosambik (2)
- Myanmar (2)
- Namibie (4)
- Nauru (2)
- Německo (85)
- Nikaragua (2)
- Niger (1)
- Nigérie (25)
- Nizozemské Antily (2)
- Nizozemsko (11)
- Norsko (17)
- Nový Zéland (16)
- Omán (1)
- Pákistán (2)
- Palau (2)
- Palestina (2)
- Panama (3)
- Papua Nová Guinea (2)
- Paraguay (1)
- Peru (4)
- Pobřeží slonoviny (2)
- Polsko (42)
- Portoriko (5)
- Portugalsko (30)
- Rakousko (5)
- Rovníková Guinea (2)
- Rumunsko (17)
- Rusko (106)
- Rwanda (3)
- Řecko (22)
- Svatá Lucie (1)
- Svatý Kryštof a Nevis (7)
- Svatý Tomáš a Princův ostrov (2)
- Svatý Vincenc a Grenadiny (2)
- Salvador (2)
- Samoa (2)
- San Marino (2)
- Saúdská Arábie (12)
- Senegal (4)
- Severní Korea (6)
- Severní Mariany (2)
- Seychely (2)
- Sierra Leone (2)
- Singapur (2)
- Slovensko (13)
- Slovinsko (13)
- Somálsko (1)
- Spojené arabské emiráty (2)
- Spojené státy americké (160)
- Srbsko (8)
- Srí Lanka (2)
- Středoafrická republika (2)
- Súdán (9)
- Surinam (2)
- Svazijsko (2)
- Šalomounovy ostrovy (2)
- Španělsko (51)
- Švédsko (23)
- Švýcarsko (11)
- Sýrie (2)
- Tádžikistán (2)
- Tanzanie (10)
- Thajsko (1)
- Tchaj-wan (2)
- Togo (2)
- Tonga (2)
- Trinidad a Tobago (20)
- Tunisko (5)
- Turecko (12)
- Turkmenistán (2)
- Turks a Caicos (1)
- Tuvalu (2)
- Uganda (12)
- Ukrajina (54)
- Uruguay (3)
- Uzbekistán (6)
- Vanuatu (2)
- Spojené království (51)
- Venezuela (2)
- Vietnam (2)
- Zambie (5)
- Zimbabwe (6)